# Zanda (genre)
Pour les articles homonymes, voir Zanda.
Genre
Zanda est un genre d'oiseaux de la famille des Cacatuidae.

## Répartition
Les espèces du genre Zanda sont endémiques d'Australie.

## Description
Dans sa publication de 1913, Mathews compare ce genre au genre Calyptorhynchus en indiquant que Zanda s'en différencie par  un bec très plat et étroit et par des formules d'ailes différentes : la 3e, la 4e et la 5e plus longues et subégales, la 1re plus courte que la 5e.
Calyptorhynchus baudini tenuirostris

## Liste des espèces
Selon le Congrès ornithologique international (ordre phylogénique) il comporte trois espèces :
- Zanda funerea (Shaw, 1794) — Cacatoès funèbre
- Zanda baudinii (Lear, 1832) — Cacatoès de Baudin - espèce type
- Zanda latirostris (Gould, 1838) — Cacatoès à rectrices blanches

## Systématique
Le nom valide complet (avec auteur) de ce taxon est Zanda Mathews, 1913,. Son espèce type est Zanda baudinii (Lear, 1832) et que Mathews considérait comme une sous-espèce sous le taxon Calyptorhynchus baudini tenuirostris.

### Publication originale
- (en) Gregory M. Mathews, The Austral avian record : A scientific journal devoted primarily to the study of the Australian avifauna, vol. 1, Londres, Witherby & Co, mars 1913, 196 p. (lire en ligne), p. 196.